# 哈当厄小提琴
哈当厄小提琴（挪威語：Hardingfele）又稱挪威小提琴，為挪威西南部的传统弦乐器，常用於表演挪威舞或教堂中。外型類似小提琴，但琴板較薄，通常有精製繁雜的雕飾。有8至9根弦。除了一般小提琴所有的四根主弦外，其餘弦位於主弦下方，在面板與指板之間，稱為下弦或共鳴弦，在主弦奏響時產生共振，發出縈繞的迴響。